# Clorprotixene
Il clorprotixene è un farmaco antipsicotico. Le proprietà farmacologiche del clorprotixene sono molto simili a quelle delle fenotiazine, possiede però, rispetto alla clorpromazina, minore attività inibitoria sui riflessi posturali e sulla coordinazione motoria, e minore attività antistaminica.
Dopo somministrazione orale, viene rapidamente ma solo parzialmente assorbito dal tratto gastrointestinale. Dopo somministrazione intramuscolare, gli effetti del farmaco compaiono in 10-30 minuti.
È metabolizzato nel fegato principalmente a clorprotixene solfossido che è poi escreto parte nelle urine e parte nelle feci. L'emivita plasmatica del clorprotixene è di 8-12 ore, mentre il suo volume di distribuzione è di circa 10-20 l/kg.
Il valore della DL50, per via orale, nel ratto è di 380 mg/kg. Nell'uomo, la dose minima letale è di 2,5 g.
È usato nel trattamento di disturbi psicotici, della schizofrenia acuta e cronica e di altre condizioni cliniche in cui predominano ansietà, agitazione, tensione.
La dose media per il trattamento delle psicosi è di 25–50 mg tre o quattro volte al giorno, somministrati per via orale o per via intramuscolare. È da ricordare che nelle preparazioni iniettabili il clorprotixene è contenuto sotto forma di cloridrato. Nelle psicosi acute la dose può anche raggiungere i 600 mg al giorno. Ai bambini con età compresa tra 6 e 12 anni, si somministrano 10–25 mg di clorprotixene 3-4 volte al giorno.